# Święty Dominik pogrążony w modlitwie
Święty Dominik pogrążony w modlitwie – obraz autorstwa hiszpańskiego malarza pochodzenia greckiego Dominikosa Theotokopulosa, znanego jako El Greco.

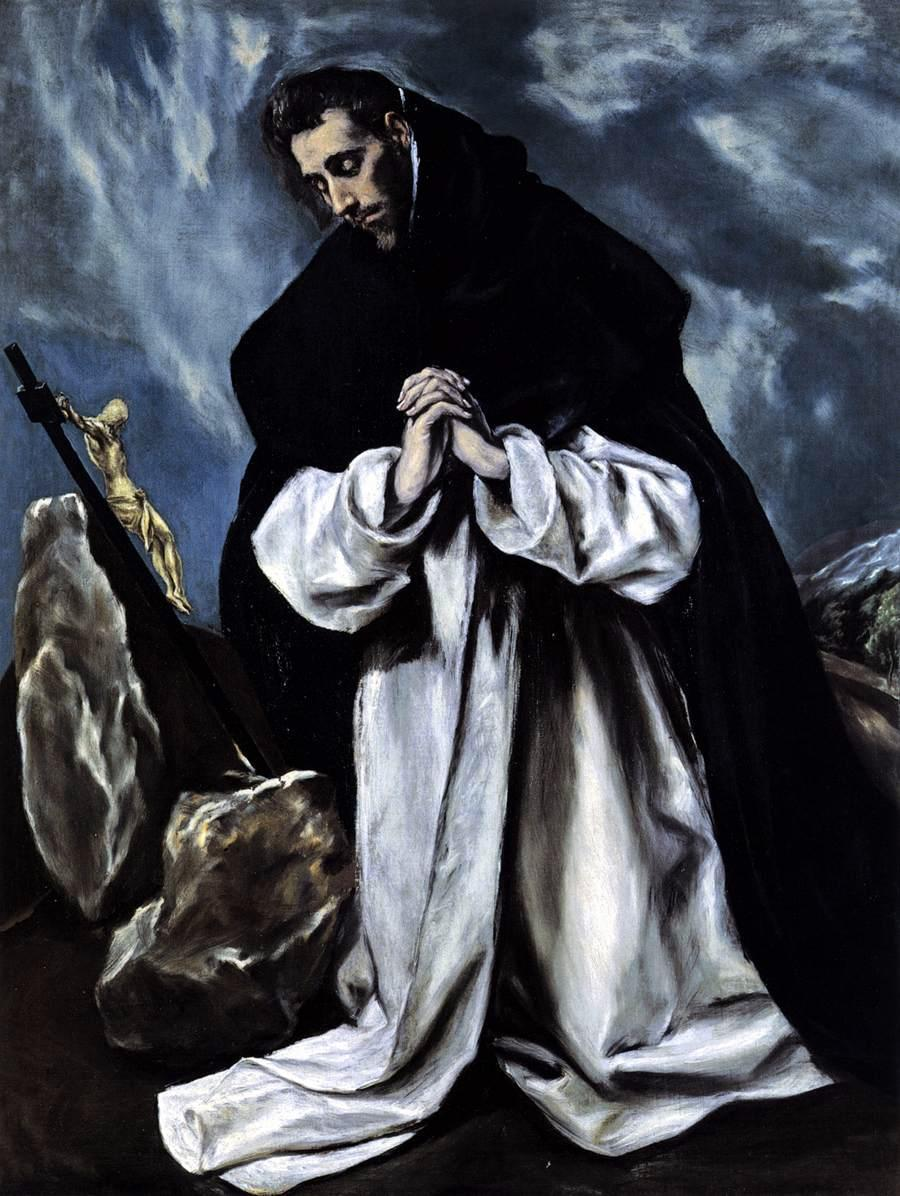
Święty Dominik Guzman pogrążony w modlitwie
Jedna z pierwszych bardziej rozpowszechnionych wersji św. Dominika pogrążonego w modlitwie
(1586-1590),
118 × 86 cm, kolekcja prywatna.

Po roku 1600 El Greco kilkakrotnie namalował swojego patrona świętego Dominika. Malował go w pozie modlitewnej ze złożonymi dłońmi, na tle wzburzonego nieba w niemej żarliwej dyskusji z krucyfiksem leżącym przed nim. Święty nie ma zarostu, a jego twarz zaznaczona jest dzięki grze światła i cienia. Znanych jest sześć wersji tego obrazu.
W 1606 roku (lub w 1610) El Greco maluje odmienną wersję obrazu. Dominik klęczy na kolanach; na ramionach i głowie ma ciężką czarną opończę. Biała szata została uformowana na wzór wysokiej kolumny. Twarz świętego jest wychudzona, widoczne są kości policzkowe, ściągnięte usta i wzrok wlepiony w krucyfiks trzymany w lewej dłoni. Wzrok i krzyż tworzą mistyczną więź dialogu i modlitwy. Pomiędzy nią, druga dłoń spoczywa na sercu w geście pokory, a wydłużone palce tradycyjnie rozłożone są w wachlarz, przy czym dwa palce złożone są razem. Postać ukazana została na tle chmur, a niski horyzont powoduje, iż nie ma tam śladu ziemi. Święty Dominik wydaje się dryfować na tle nieba.